# Einar Rydén
John Einar Eugén Rydén, född 25 september 1886 i Hörnebo, Fröderyds socken, Jönköpings län, död 1975, var en svensk folkskollärare, målare och tecknare.
Han var son till handlaren Olof Rydén och Eva Svärd och från 1926 gift med Brita Westelius. Rydén studerade en kort tid för den danske konstnären Henrik Jespersen samt under studieresor till Danmark och Norge. Separat ställde han ut på ett flertal platser i Småland och Östergötland samt medverkade i utställningar arrangerade av Grebbestads konstförening i Bohuslän. Hans konst består av stilleben och landskap utförda i olja eller pastell.